# Instituto Agrícola de Indígenas
El Instituto Agrícola de Indígenas era una institución de educación media de Guatemala, especializada en la preparación de los indígenas guatemaltecos como técnicos agrícolas.

## Historia

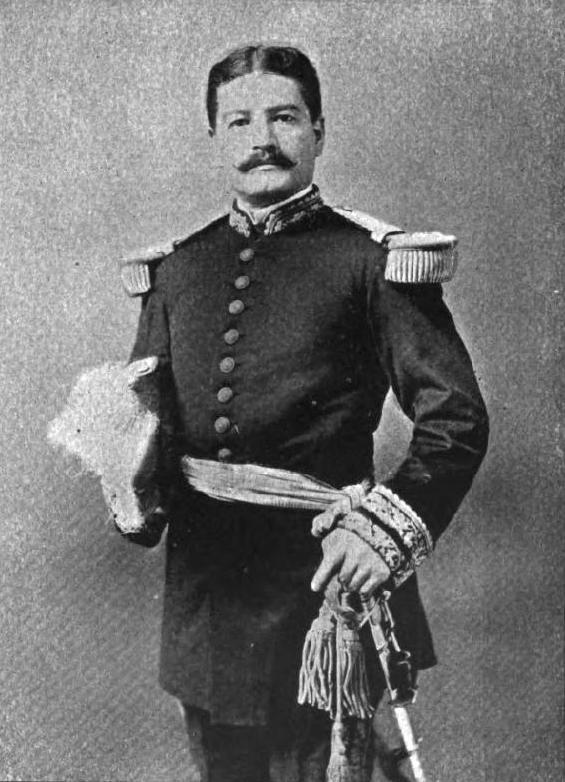
General José María Reyna Barrios. Durante su gobierno se fundó el Instituto Agrícola de Indígenas.

### Fundación

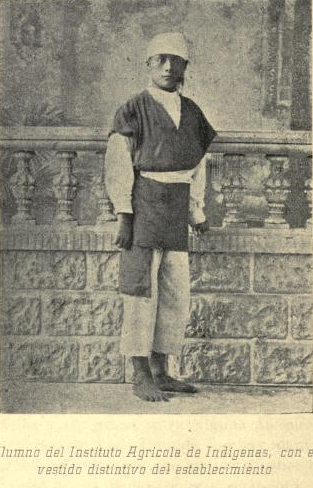
Uniforme del Instituto; era en forma de los que utilizaban los indígenas en sus poblados, pero en un color que no correspondía a ningún poblado en particular.

El 23 de octubre de 1893, por medio del decreto N.º 471, el presidente general José María Reina Barrios derogó el Reglamento de Jornaleros indicando que el «trabajo obligatorio que en las fincas particulares se impone a los indígenas, quienes constituyen la mayoría de los habitantes de la República, es opuesto a aquella preciosa garantía, establecida por la Constitución [...] que uno de los propósitos que el Gobierno tiene en mira y que estima como un deber ineludible es el de emancipar al indio del estado de postración en que se encuentra, levantándolo al nivel de sus conciudadanos y haciéndolo partícipe de las ventajas que proporciona la civilización [...] desde el 15 de marzo de 1894 quedan abolidos los mandamientos de jornaleros, hasta hoy autorizados por ley; y en consecuencia, queda derogado el decreto número 177 y todos los reglamentos, circulares y demás disposiciones que le son complementarios».
A partir del decreto N.º 471, se estableció el Instituto Agrícola de Indígenas temporalmente en la finca «Aceituno» el 30 de octubre de 1894 bajo la dirección de Adolfo Vendrell, quien era también el profesor de agricultura práctica.  Las habitaciones y oficinas de la finca tuvieron que rehabilitarse para que pudieran albergar la institución. Había ocho salones dormitorio en donde los estudiantes estaban alojados en las mejores condiciones higiénicas, con una cama de hierro con colchón, almohada, sábanas y frazadas y su palangana para la higiene personal.  Había también ocho salones de clase con un promedio de veinticinco estudiantes cada uno y un comedor, con cupo para doscientos estudiantes en donde se enseñaba a los jóvenes indígenas el uso de cubiertos. Incluso contaban con una piscina con varias profundidades.
Uno de los primeros problemas que hubo que solucionar fue el uniforme de los estudiantes: dado que cada uno de los poblados indígenas tiene su propio traje, se decidió en un traje de tipo indígena pero que no fuera el de ninguno de los poblados de Guatemala.

### Educación

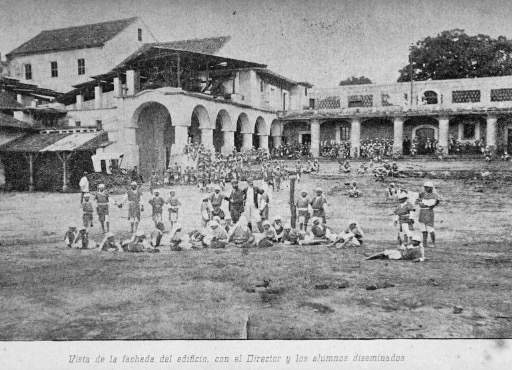
Instalaciones provisionales del Instituto en la finca «El Aceituno».

En cuanto a la enseñanza, esta se dividía en dos partes: la literaria y la profesional.  La formación literaria estaba a cargo de ocho profesores que enseñaban lectura, escritura, nociones de aritmética, nociones de gramática y geografía guatemalteca elemental; además, impartían moral y urbanidad, elementos de dibujo y algunas lecciones de ciencias en períodos de una hora y con recreos de treinta minutos.  Se también impartía educación física dos veces por semana, con miras a que los jóvenes estuvieran en condiciones de soportar el entrenamiento militar.
La enseñanza profesional consistía en la instrucción práctica de cultivo, con los métodos más novedosos que existían en ese momento para explotar el terreno, sacando el mayor provecho con el menor costo. También se le enseñaban cultivos y plantas nuevas, así como el uso de arados y máquinas agrícolas en una parcela de terreno en donde se cultivaba la misma planta en varias condiciones y con diferentes métodos para que se observaran los distintos resultados que se obtenían.  Los profesores impartían las clases prácticas durante hora y media cada día y luego explicaban los procesos y fenómenos que ocurrían en lenguaje sencillo; además se le regalaban a los estudiantes las semillas para que llevaran las técnicas y los cultivos a sus comunidades.

### Traslado a sus nuevas instalaciones
En 1896 el instituto fue trasladado a sus modernas instalaciones en el parque «La Reforma» en la finca «La Aurora» y su nuevo director fue José María Fuentes, quien impulsó la enseñanza de la gramática española y del Sistema Métrico Decimal. Junto con el traslado, el instituto se fusionó con la Escuela Normal Central de Profesores.  El nuevo edificio tenía forma rectangular con lados al norte y al sur de ciento cuarenta metros de largo, y los lados de este y oeste de cien metros de largo; el área total era de más de catorce mil m². Al oriente tenía una plaza en donde se instaló la estatua de fray Bartolomé de las Casas, O.P. realizada por Tomás Mur.
El edificio, construido bajo la dirección del ingeniero Camilo Houba, era de dos pisos en todo el frente, excepto en el pórtico y era de estilo renacimiento francés, pintado con colorido similar al de los trajes típicos de los poblados de los estudiantes indígenas; en el pórtico estaba colocada una efigie en relieve del general Reina Barrios.   En la parte central de la fachada estaba el salón de actos en el tercer piso.
Los indígenas en ese entonces podían optar a una beca en el Instituto Nacional Central para Varones y si no la conseguían, entonces podían solicitar ingreso al Instituto Agrícola presentando una nota al Ministerio de Instrucción Pública, en donde les concedían las becas correspondientes. Para aprobar los cursos, los estudiantes tenían que sostener dos actos públicos: uno en Gramática Castellana y el otro en Sistema Métrico Decimal.
A principios de 1897, la revista cultural La Ilustración Guatemalteca empezó a publicar artículos sobre los estudiantes más aventajados de los colegios e institutos del país. En la edición del primero de enero de ese año, hicieron un reconocmiento a tres estudiantes del Instituto Agrícola: Victoriano Abac, Evaristo Manuel T. y Pedro Bertrán, de quienes publicaron escritos autobiográficos en castellano y su fotografía. La introducción que se hizo a dichos escritos, es representativa de lo que se pensaba de los indígenas en Guatemala en ese tiempo:
| Los indios que se redimen En nuestra galería de los alumnos más aprovechados durante el año de 1896 en los establecimientos de enseñanza, ocupan simpático lugar tres indios, como representantes de la raza desventurada durante tres siglos de colonia y setenticinco años de república, hasta que el actual gobernanete guatemalteco fundó un Instituto especial para redimirla con las luces del siglo. Tres años lleva apenas de existencia aquel colegio, y ya los 205 inditos que allí se educan, entre otras ventajas obtienen la inapreciable de habler y escribir el idioma nacional. Como muestra de que en tan poco tiempo logran adelantos, y para que el lector patriota goce con la ingenua expresión de nuestros aborígenes que se regeneran con la enseñanza, publicamos las autobiografías de los que figuran en nuestro grabado. No les hemos hecho la más leve corrección; van como han salido de aquellos cerebros donde un claro de luz comienza a borrar atavismos y a dar energías que, en no lejano tiempo, harán de ellos fuerzas útiles a la patria. —La Ilustración Guatemalteca, 1 de enero de 1897. |

Mediante el decreto emitido 16 de junio de 1900, el presidente Manuel Estrada Cabrera militarizó todos los centros educativos.

### Destrucción

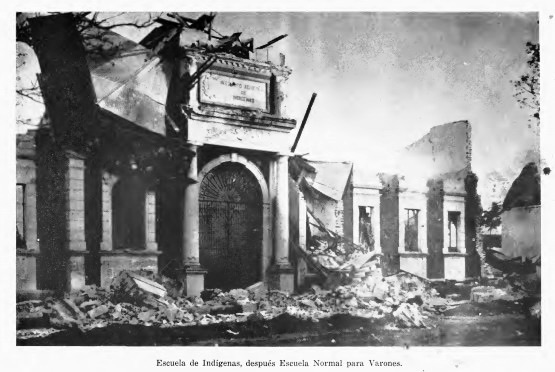
Ruinas del edificio de la Escuela de Indígenas y de la Escuela Normal para Varones tras los terremotos de 1917-18.

Permaneció en esta ubicación hasta que el edificio de tres pisos que ocupaba fue derrumbado por los terremotos de 1917-1918. Tras el derrocamiento del licenciado Estrada Cabrera, la Escuela Normal fue trasladada a las instalaciones que ocupara el «Liceo Joaquina» en el centro de la ciudad.

## Directores

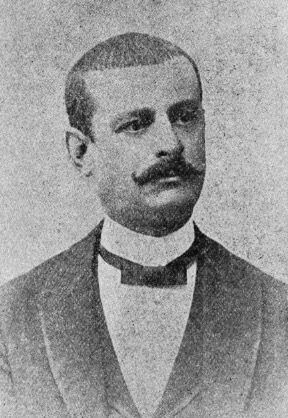
Profesor Adolfo Vendrell, primer director del Instituto Agrícola de Indígenas. Fotografía de El Educacionista.

- Adolfo Vendrell ( España, 1894-1896): educado en agronomía en Europa y miembro de la Real Academia de Ciencias de España, de la Real Sociedad de Agricultura de Inglaterra. Fue catedrático de química, geología y mineralogía en la Escuela Politécnica Militar de Guatemala y estuvo a cargo del departamento de Agronomía del Ministerio de Fomento de Guatemala.[18]
- José María Fuentes (1896)
- José Vicente Echeverría (1898)
- José Mercedes Fuentes (1912)
- Miguel Morazán  Honduras (1918)